# Ljudevit Lalić
Ljudevit Lalić (Ružići, oko 1650. – ?) bio je hrvatski katolički svećenik iz reda franjevaca i rječničar.

## Životopis
Smatra se kako je završio filozofsko-teološki studij u Italiji te je pastoralno djelovao u Tučepima od 1680. do 1697. godine. Sastavio je opsežan rukopis „Istruzione de confessori” (1702.) te mu se pripisuje rukopisni trojezični latinsko-talijansko-hrvatski rječnik „Blago iezika slovinskoga illi slovnik”. Djelo je objavljeno 2007. godine u Grudama i Mostaru pod nazivom „Dictionarium latino-italico-illyricum”.
Njegovi se rukopisi čuvaju u arhivu franjevačkoga samostana u Omišu.

### Članci
- Kokolari, Martina. 2013. Lalić, Ljudevit. Hrvatski biografski leksikon. Zagreb.  journal zahtijeva |journal= (pomoć)